# Echus Chasma
Echus Chasma ist das Quellgebiet der Kasei Valles auf dem Mars. Es bildet den südlichsten Teil der Kasei Valles, welche sich über tausende von Kilometern nach Norden erstrecken.